# KBS 금요극장
《KBS 금요극장》은 1997년 10월 31일부터 1997년 11월 21일까지 방송되었던 단막극 프로그램이다.

## 작품 리스트
아래의 텔레비전 드라마 중 2003년 이전에 제작 · 방송한 작품은 부득이하게 일부 장면에서 흡연 장면 및 담배 소품의 노출이 될 수 있으며, 이것에 대한 시청자 여러분의 양해를 바랍니다.
| 회차 | 방송일           | 부제             | 각본   | 연출   | 출연자                                                                                                 |
| ---- | ---------------- | ---------------- | ------ | ------ | --- |
| 1화  | 1997년 10월 31일 | 백수 3년차       | 윤영수 | 문보현 | 송채환, 김의성, 김태우, 황은하, 윤다훈, 이한위, 이원발, 이한수, 이재훈, 장칠군, 손종범, 권오현, 강미   |
| 2화  | 1997년 11월 7일  | 은비늘           | 류갑열 | 최지영 | 노경주, 이주경, 맹상훈, 박건식, 조은덕, 심우창, 신충식, 임병기, 김홍석, 한범희, 김덕현, 이규준         |
| 3화  | 1997년 11월 14일 | 두 아이 이야기   | 이란   | 이민홍 | 김주승, 이혜숙, 김정난, 박찬환, 이원종, 박인환, 이일웅, 이영주, 기정수, 이한수, 권은아                 |
| 4화  | 1997년 11월 21일 | 첫날밤에 생긴 일 | 황순영 | 이재영 | 김소연, 이병춘, 박현숙, 고지영, 황성규, 이재식, 오태경, 이일화, 김일우, 전원주, 강영아, 이경표, 이희도 |

## 같이 보기
| - KBS 문예극장 - KBS TV 문학관 - KBS 드라마 초대석 - KBS 논픽션 드라마 - KBS TV 문예극장 - KBS 신 TV 문학관 - KBS HDTV 문학관 - KBS 드라마게임 - KBS 드라마 스페셜 (구) - KBS 테마 드라마 - KBS 금요극장 - KBS 일요베스트 - KBS 드라마시티 - KBS 드라마 스페셜 (신) - KBS 드라마 스페셜 연작 시리즈 - KBS 웹드라마 스페셜 - KBS 청소년문학관 - KBS 가요드라마 | - MBC 베스트셀러극장 - MBC 금요극장 - MBC TV 피처 - MBC 베스트극장 - MBC 일요 드라마 극장 - MBC 드라마 페스티벌 - SBS 여성극장 - SBS 70분드라마 - SBS 오픈드라마 남과여 - JTBC 드라마페스타 - tvN 드라마 스테이지 - tvN 드라마 O'PENing |